# Liste der Biografien/Juw
Liste der Biografien |
Portal Biografien |
Personensuche
# |
A |
B |
C |
D |
E |
F |
G |
H |
I |
J |
K |
L |
M |
N |
O |
P |
Q |
R |
S |
T |
U |
V |
W |
X |
Y |
Z |
?
 
Ja |
Jb |
Jd |
Je |
Jh |
Ji |
Jj |
Jl |
Jn |
Jm |
Jo |
Jp |
Jr |
Js |
Jt |
Ju |
Jv |
Jw |
Jy
 
Jua |
Jub |
Juc |
Jud |
Jue |
Juf |
Jug |
Juh |
Jui |
Juj |
Juk |
Jul |
Jum |
Jun |
Juo |
Jup |
Jur |
Jus |
Jut |
Juu |
Juv |
Juw |
Jux |
Juy |
Juz
Die Liste der Biografien führt alle Personen auf, die in der deutschsprachigen Wikipedia einen Artikel haben. Dieses ist eine Teilliste mit 8 Einträgen von Personen, deren Namen mit den Buchstaben „Juw“ beginnt.

## Juw

### Juwa
- Juwara, Batata, gambischer Politiker
- Juwara, Kanda Kasseh († 2007), gambischer Seyfo
- Juwara, Mawdo, gambischer Diplomat
- Juwara, Musa (* 2001), gambischer Fußballspieler
- Juwara, Nani, gambischer Manager

### Juwe
- Juwenali Aljaskinski (1761–1796), russisch orthodoxer Mönch und Missionar in Alaska
- Juwenali von Kursk (1929–2013), russischer Geistlicher, Metropolit

### Juwl
- Juwle, Patrick Kla (1913–1973), liberianischer römisch-katholischer Geistlicher, Apostolischer Vikar von Cape Palmas